# Самотейкин, Михаил Алексеевич
Михаил Алексеевич Самотейкин (4 апреля 1926 года — 19 сентября 1987 года) — патологоанатом, доктор медицинских наук, профессор (1967).

## Биография
Михаил Алексеевич Самотейкин родился 4 апреля 1926 года в г. Саратове в семье из потомственных, обедневших дворян. Женат. Супруга: Крутихина Маргарита Михайловна. В 1951 году успешно окончил Саратовский медицинский институт (ныне Саратовский государственный медицинский университет). Учился в аспирантуре института на кафедре патологической анатомии.
В 1954 году защитил кандидатскую диссертацию на тему «О влиянии повышенного кровяного давления на кровеносные сосуды легких».  (1954). В 1966 году в Благовещенском медицинском институте защитил докторскую диссертацию на тему «Бронхоспастический ателектаз легких  и его роль в развитии пневмоний у детей раннего возраста» (научный руководитель академик АМН СССР Анатолий Иванович Струков).
Участник ВОВ, капитан медицинской службы. В разное время работал на должностях: ассистент (1954–1956), зав. кафедрой патологической анатомии Благовещенского медицинского института (ныне Амурская государственная медицинская академия) (1956–1968); зав. кафедрой патологической анатомии Новосибирского медицинского института (ныне Новосибирский государственный медицинский университет) (1968–1983); декан лечебного факультета (1968–1971), проректор по учебной работе Новосибирского медицинского института (1971–1978). Был также членом правления Всесоюзного научного общества патологоанатомов, редакционного совета журнала «Архив патологии», председателем Новосибирского научного общества патологоанатомов.
Под руководством М. А. Самотейкина подготовлено и защищено около 20 кандидатских и 6 докторских диссертаций; награжден 5 медалями и значком "Отличник здравоохранения", в том числе медалью "За победу над Германией в Великой Отечественной войне 1941–1945 гг.".
Область научных интересов: изучение патологии микроциркуляции в сердце, почках и головном мозге, бронхо-легочная патология и др.
М. А. Самотейкина является автором около 160 научных работ по вопросам патологической анатомии и патологии микроциркуляторного русла.
Михаил Алексеевич Самотейкин скончался 19 сентября 1987 года в г. Новосибирске на 62-м году жизни после тяжелой болезни, похоронен на Заельцовском кладбище Новосибирска.